# Morti nel 1987/Novembre
| Questa pagina contiene informazioni ricavate automaticamente dalle voci biografiche con l'ausilio del template Bio e di un bot. L'aggiornamento è periodico e automatico e ricostruisce completamente la pagina. Se manca una persona in questa lista, sei pregato di non aggiungerla, ma accertati piuttosto che la sua voce biografica contenga il template Bio e che i dati anagrafici siano correttamente compilati. Se il template Bio manca, inseriscilo tu stesso o, in alternativa, metti l'avviso {{tmp\|Bio}} che ne segnala la mancanza. Se i dati riportati sono sbagliati, correggi direttamente la voce biografica; le modifiche saranno visibili in questa lista entro pochi giorni. Per chiarimenti vedi il progetto biografie. La lista contiene solo le 95 persone che sono citate nell'enciclopedia e per le quali è stato implementato correttamente il template Bio. Pagina aggiornata al 3 mar 2024. |

- 1º novembre - Cameron Cobbold, I barone Cobbold, banchiere inglese (n. 1904)
- 1º novembre - Aldo Bozzi, politico e magistrato italiano (n. 1909)
- 1º novembre - Vasso Devetzi, pianista greca (n. 1927)
- 1º novembre - René Lévesque, politico e giornalista canadese (n. 1922)
- 1º novembre - Pierre Matignon, ciclista su strada francese (n. 1943)
- 1º novembre - Tom Parker, calciatore e allenatore di calcio inglese (n. 1897)
- 1º novembre - Yoo Jae-ha, cantautore e polistrumentista sudcoreano (n. 1962)
- 2 novembre - Hal Crisler, giocatore di football americano e cestista statunitense (n. 1923)
- 2 novembre - Giorgio Scarpati, pittore e illustratore italiano (n. 1908)
- 2 novembre - Tullio Tedeschi, militare italiano (n. 1910)
- 3 novembre - Giorgi Antadze, calciatore e allenatore di calcio sovietico (n. 1920)
- 3 novembre - Danièle Gaubert, attrice francese (n. 1943)
- 3 novembre - André Roussin, drammaturgo e regista teatrale francese (n. 1911)
- 3 novembre - Liang Shih-chiu, educatore, scrittore e traduttore cinese (n. 1903)
- 4 novembre - Óscar Bonfiglio, calciatore e allenatore di calcio messicano (n. 1905)
- 4 novembre - Mario Cevenini, calciatore italiano (n. 1891)
- 4 novembre - Paulin Soumanou Vieyra, regista beninese (n. 1925)
- 5 novembre - Carlos Ulrrico Cesco, astronomo argentino (n. 1910)
- 5 novembre - Georges Franju, regista francese (n. 1912)
- 5 novembre - Arthur Schmidt, generale tedesco (n. 1895)
- 6 novembre - Ross Barnett, politico statunitense (n. 1898)
- 6 novembre - Eugenio Bonicco, sciatore alpino italiano (n. 1919)
- 6 novembre - Zohar Argov, cantante israeliano (n. 1955)
- 6 novembre - Jean Rivier, musicista francese (n. 1896)
- 7 novembre - Ada Vera Bernstein Viterbo, stilista italiana (n. 1902)
- 7 novembre - Arne Borg, nuotatore svedese (n. 1901)
- 7 novembre - Aldo Spirito, ingegnere italiano (n. 1929)
- 8 novembre - Giuseppe Cerulli Irelli, politico e ambasciatore italiano (n. 1905)
- 8 novembre - Boris Goldstein, violinista e insegnante sovietico (n. 1922)
- 8 novembre - Aage Hellstrøm, nuotatore danese (n. 1920)
- 9 novembre - Volodymyr Jemec', calciatore e allenatore di calcio sovietico (n. 1937)
- 10 novembre - Gianfranco Caniggia, architetto italiano (n. 1933)
- 10 novembre - Seyni Kountché, politico e militare nigerino (n. 1931)
- 11 novembre - Andrea Palma, attrice messicana (n. 1903)
- 12 novembre - George Chatterton, militare britannico (n. 1911)
- 12 novembre - Guglielmo Roehrssen, magistrato italiano (n. 1910)
- 12 novembre - Claudio Trevi, scultore italiano (n. 1928)
- 12 novembre - Cornelis Vreeswijk, cantautore olandese (n. 1937)
- 13 novembre - Eduardo Arbide, calciatore spagnolo (n. 1900)
- 13 novembre - Galliano Rossini, tiratore a volo italiano (n. 1927)
- 14 novembre - Andrea Cecotti, calciatore italiano (n. 1962)
- 14 novembre - Ann Christy, attrice statunitense (n. 1905)
- 14 novembre - Pieter Menten, criminale di guerra e imprenditore olandese (n. 1899)
- 15 novembre - Ernő Goldfinger, architetto e designer ungherese (n. 1902)
- 15 novembre - Kyösti Lehtonen, lottatore finlandese (n. 1931)
- 15 novembre - Saturno Valentino, militare e aviatore italiano (n. 1907)
- 15 novembre - Vasilij Nikolaevič Žuravlёv, regista cinematografico sovietico (n. 1904)
- 16 novembre - Jim Currie, cestista statunitense (n. 1916)
- 16 novembre - Terrence Des Pres, scrittore statunitense (n. 1939)
- 16 novembre - Jānis Škincs, calciatore lettone (n. 1911)
- 17 novembre - Gladys Carson, nuotatrice britannica (n. 1903)
- 17 novembre - Arrigo Dreoni, pittore italiano (n. 1911)
- 17 novembre - Oskar Theodor, entomologo e zoologo israeliano (n. 1898)
- 18 novembre - Jacques Anquetil, ciclista su strada e pistard francese (n. 1934)
- 18 novembre - Alva Duer, cestista, allenatore di pallacanestro e dirigente sportivo statunitense (n. 1904)
- 18 novembre - Marian Tumler, teologo austriaco (n. 1887)
- 19 novembre - Lee Byung-chul, imprenditore sudcoreano (n. 1910)
- 19 novembre - Clara Petrella, soprano italiano (n. 1914)
- 20 novembre - Osvaldo Mazzi, calciatore italiano (n. 1910)
- 20 novembre - Paolo Vigna, calciatore italiano (n. 1902)
- 21 novembre - Salvatore Bruno, scultore italiano (n. 1893)
- 21 novembre - Ivan Jandl, attore ceco (n. 1937)
- 21 novembre - Axel Ståhle, cavaliere svedese (n. 1891)
- 22 novembre - William Haydon Burns, politico statunitense (n. 1912)
- 22 novembre - Remo Pagnanelli, poeta e critico letterario italiano (n. 1955)
- 23 novembre - Marcia Henderson, attrice statunitense (n. 1929)
- 23 novembre - Antonio Sastre, calciatore argentino (n. 1911)
- 23 novembre - Raffaele Schiavina, anarchico italiano (n. 1894)
- 24 novembre - Luigi Lessi, allenatore di calcio e calciatore italiano (n. 1910)
- 24 novembre - John Norton, pallanuotista statunitense (n. 1899)
- 24 novembre - Anton Pieck, artista olandese (n. 1895)
- 25 novembre - Nina De Padova, attrice italiana (n. 1900)
- 25 novembre - Renzo Marignano, attore cinematografico italiano (n. 1923)
- 26 novembre - Joy Paul Guilford, psicologo statunitense (n. 1897)
- 26 novembre - Duncan Sandys, politico britannico (n. 1908)
- 27 novembre - Guido Martuscelli, politico italiano (n. 1905)
- 27 novembre - Oliviero Mascheroni, calciatore italiano (n. 1914)
- 27 novembre - Ernest Severn, attore statunitense (n. 1933)
- 28 novembre - Goh Choo San, ballerino e coreografo cinese (n. 1948)
- 28 novembre - Luis Ibaseta, cestista cileno (n. 1913)
- 28 novembre - Wolfgang Liebeneiner, regista e attore tedesco (n. 1905)
- 28 novembre - Rubén Pagliari, cestista argentino (n. 1927)
- 29 novembre - Franco Dori, calciatore italiano (n. 1943)
- 29 novembre - Giuseppe Gabrielli, ingegnere italiano (n. 1903)
- 29 novembre - Ernesto Giammarco, linguista e glottologo italiano (n. 1916)
- 29 novembre - Irene Handl, attrice e scrittrice inglese (n. 1901)
- 29 novembre - Settimo Innocenti, ciclista su strada italiano (n. 1904)
- 29 novembre - John Howard Pyle, politico statunitense (n. 1906)
- 29 novembre - Cleto Tomba, scultore e disegnatore italiano (n. 1898)
- 30 novembre - Simon Carmiggelt, giornalista e scrittore olandese (n. 1913)
- 30 novembre - Jimmy George, pallavolista indiano (n. 1955)
- 30 novembre - Karel Hradecký, calciatore boemo
- 30 novembre - Harold Miller, calciatore inglese (n. 1902)
- 30 novembre - John O'Connell, calciatore statunitense
- 30 novembre - Pasquale Schiano, politico e avvocato italiano (n. 1905)